# 世襲貧窮

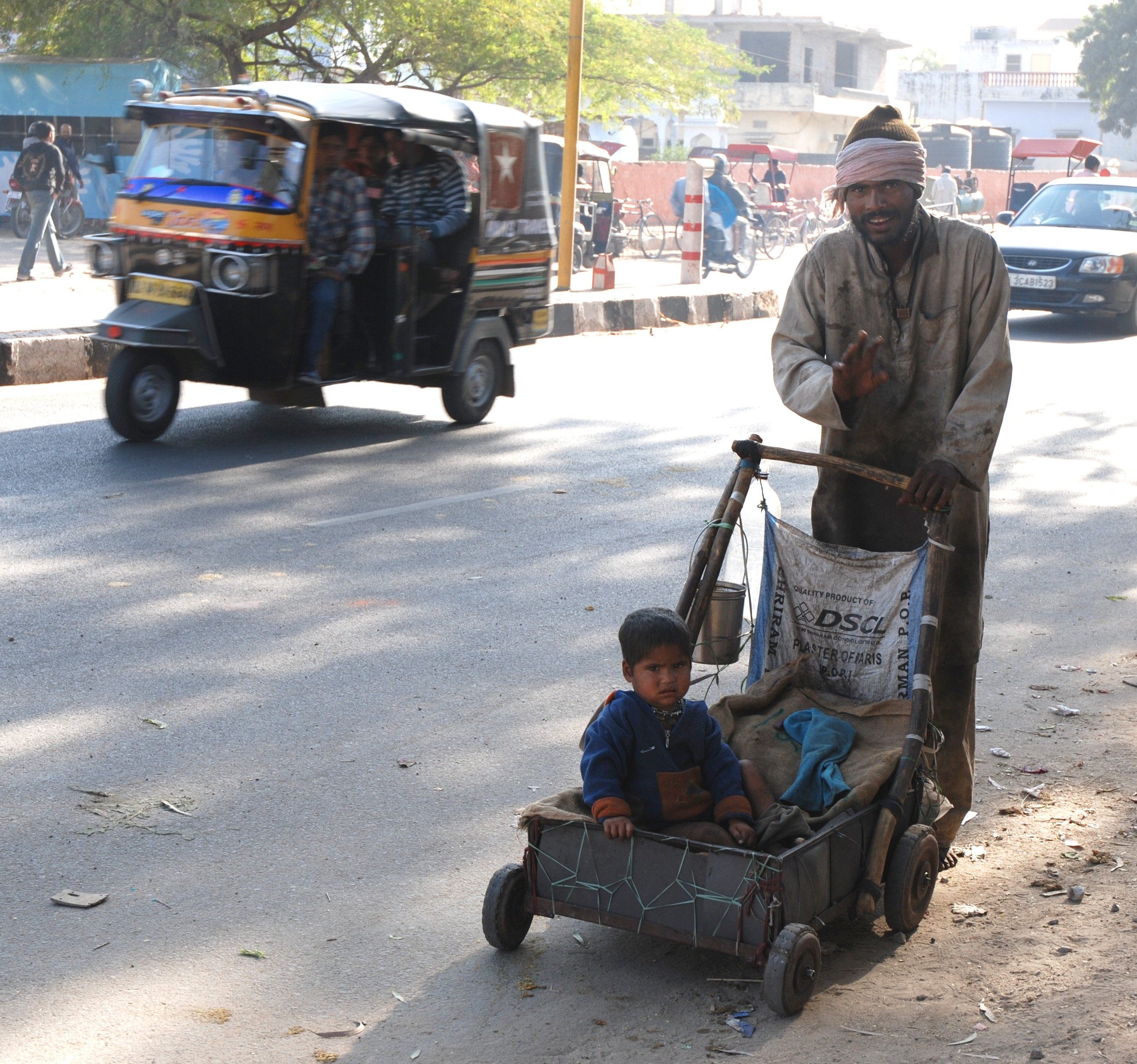
印度的一個窮人推著小孩

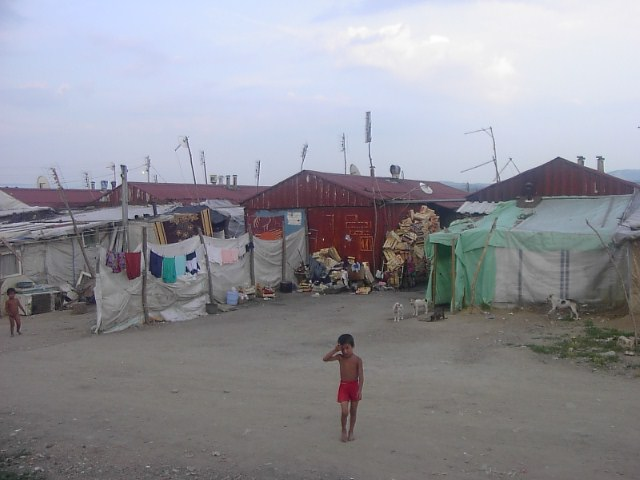
塞爾維亞貧民區的小孩

世襲貧窮，又稱跨代貧窮、貧富世襲、財富世襲、貧窮陷阱（英語：poverty trap）指資本主義社會中因为社会流动性丧失导致贫富差距无法缩小，以至于貧困家庭的下一代无法摆脱窮人身份的現象。世袭贫穷通常伴随的是富人群体愈加成为垄断财富、资产、社会运作和话语权的特权阶级（即所谓的“寡头化”），同时中产阶级因为底层的无产者无法获得向上跃迁的机会而只减不增，最终导致人口的社会阶级分布由理想的“枣核型”变为两极分化的“沙漏型”，也就是一種「富者恆富、弱者恆弱」的阶级固化現象。日本社會稱為「貧困惡循環」或「已開發國家陷阱」（日本病）。

## 特徵
美聯社於2010年9月報導：美國的貧窮平均比率為15%，其中非裔和拉丁美洲裔又特別高過其他群體，因為非裔和拉丁美洲裔的上一代生活在種族歧視的社會比較難有較高社會地位發展機會，從而使下一代從出生開始受的教育和照護就較差，導致世襲貧窮的現象發生，可能又會禍及更下一代。
台灣也發現名校台大的入學生中58%來自較富裕的首都台北市與新北市，貧窮影響學生自學習環境中獲利的能力，特別是那些出身貧窮家庭的學生，馬斯洛的需求層次理論中提及，對於安全、安穩的家、衣物及正常飲食的需求佔據過多精力時間，影響到他們的學習能力。然而富裕家庭的孩子卻是截然不同，他們有充足的時間精力花在學習，有父母大錢購買的教育資源，日後還有父母的人脈或產業可以繼承。所以在教育循環當中也有所謂的馬太效應即「貧者愈貧、富者愈富」的現象。
產業發展的走向也與世襲貧窮有巨大關聯，全球化後許多已開發國的製造出口業移往低成本國家，取而代之是普遍低薪的服務業為主流，另有失業升高的現象，當一地區勞動力供過於求時就形成對勞方極度不利，對資本極度有利的社會型態。因為勞方失去談判薪資的立場，此時要能提高收入只有兩條路線，一是創業成為資本家，二是學習高難度專業成為專業勞動力；而這兩者都需要巨大的家庭投資，也形成一種貧者愈貧、富者愈富的世襲門檻。富者較容易投資自己子女讀名校或創業，從而進入贏者圈。